# Javier Ocampo López
Javier Ocampo López (* 19. Juni 1939) ist ein kolumbianischer Schriftsteller, Historiker und Volkskundler.
Ocampo López promovierte 1968 in Geschichte im Colegio de México und erhielt 2007 von der Universidad Pedagógica y Tecnológica de Colombia einen Ehrendoktortitel in Sozialwissenschaften. Er verfasste Dutzende von Büchern, in denen er sich mit den historischen und identitären Wurzeln Kolumbiens befasst.